# Kortárs Művészeti Intézet
A Kortárs Művészeti Intézet (angolul: Institute of Contemporary Art, rövidítve: ICA) Dunaújváros belvárosában található. 
Az országos tárlatok mellett helyi- és nemzetközi kiállításokat is rendez. 
A Dunaújvárosi Fotóbiennálét a Kortárs Művészeti Intézetben rendezik meg. 
1989-ben Birkás István és Takács Lajos magánkezdeményezése nyomán indult el a „modern művészeti múzeum". 
A jogutód, az önkormányzat hozta létre a Modern Művészetért Alapítványt az MMA-t (1994-től Modern Művészetért Közalapítvány).
„1997 óta az új épület - Juhász Péter dunaújvárosi építész tervei nyomán - két kiállítási tere az Uitz-teremmel alkot egységes intézményt. A jól sikerült posztmodern bejárati hasadékot és a belső kiképzést mindenesetre valóságos szakadék választja el »egykor létezett szocmodern« környezetétől."
Az új, kétszintes épület 1997 őszén készült el. Várnai Gyula és Deák Nóra szervezésében valósultak meg a kiállítások a korábbi Uitz Teremben. A Layota Art Studio letéti- és az Uitz Terem anyagából, amely Takács Lajos tulajdona - képezi a közalapítvány művészeti gyűjteményét.
A Who by Fire? No1 elnevezésű nemzetközi szimpóziumot 1997-ben rendezték meg, amely a továbbiakban a közép-európai kurátorok rendszeres fórumaként működött. Minden második évben a Dunaújvárosi Kollektív Tárlat, minden harmadik évben a Fejér Megyei Tárlatot rendezték meg. Szoboszlai János és Páldi Lívia 1997-től együtt vezette a Kortárs Művészeti Intézetet, 2000-től pedig Szoboszlai egymaga.

## A Kortárs Művészeti Intézet története
1989. október:
Takács Lajos Svédországban élő, dunaújvárosi származású műgyűjtő kollekciójából Salvador Dalí kiállítás nyílik az Uitz Teremben. A gyűjtő felajánlja a kiállított anyagot Dunaújvárosnak, abban az esetben, ha a város megfelelő helyet biztosít az értékes műveknek.
1990. július 30.:
A dunaújvárosi Városi Tanács alapításával létrejön a Modern Művészetért Alapítvány, melynek célja a Modern Művészetek Magyarországi Múzeumának létrehozása, valamint egy gyűjtemény felépítése, melynek alapját a Layota Art Studio letéti anyaga alkotja. Az alapítvány kuratóriumának elnöke Birkás István festőművész.
1992. január 1.:
A Modern Művészetért Alapítvány megkezdi az Uitz Terem működtetését, ami korábban a Bartók Béla Művelődési Központhoz tartozott. A programokat Deák Nóra és Várnai Gyula szervezi. Az időszaki kiállítások és egyéb közművelődési programok mellett elindul az alapítvány gyűjteményének kialakítása, amely kizárólag a kiállító művészek adományain alapul.
1992.:
A városban, egy magángyűjtő, Salvador Dali műveiből kiállítást rendezett. Felmerült a lehetősége annak, hogy a gyűjtő, gyűjteményét a városban hagyná, amennyiben annak a város méltó kiállító teret biztosít. Juhász Péter István építész és belsőépítész tervező ötlete alapján, az Uitz terem előtti-  és  térszín alatti területek beépítésével, Dunaújváros Önkormányzata a tervezőnek megbízást ad az épület tervezésére.
1993.:
Az ősz folyamán, a tervek elkészültével, megkezdődik az építkezés.
1994. szeptember 12.:
Az alapító önkormányzat törvényi kötelezettségének eleget téve közalapítvánnyá alakítja át a Modern Művészetért Alapítványt, a változás az intézmény nevében is megjelenik: Modern Művészetért Közalapítvány.
1997. január 1.:
A Modern Művészetért Közalapítvány kuratóriuma Páldi Líviát és Szoboszlai Jánost nevezi ki igazgatónak és egyben megbízza a két művészettörténészt az épülő múzeum koncepciójának kialakításával.
1997. szeptember 12.:
Az új épületrész Kortárs Művészeti Intézet néven kerül átadásra. A Kortárs Művészeti Intézet tevékenységi körét az időszaki kiállítások szervezése, a kilencvenes évek művészetére koncentráló műgyűjtés, a hatékony kutatómunka és az ehhez kapcsolódó konferenciák, publikációk, valamint a kortárs társművészeteket bemutató kísérő rendezvények alkotják.
1998. január 13.:
Birkás István lemond a kuratóriumi tagságról, az új elnök Dakó Csaba lesz.
1999. november 15.:
Páldi Lívia egy hosszabb külföldi ösztöndíj miatt lemond igazgatói állásáról.
2000. április 11.:
Gyöngyössy Csaba lesz a kuratórium elnöke, miután Dakó Csaba távozik a testületből.
2001. június 1.:
Dr. Szoboszlai János meghívást kap a The School of the Art Institute of Chicago egyetem tanári állására. Távozása után dr. Petrányi Zsolt, a Műcsarnok Kiállítási Osztályának korábbi vezetője kerül az Intézet élére.
2005. szeptember 1.:
Dr. Petrányi Zsoltot kinevezik a Műcsarnok főigazgatójává.
2006. január 1.:
Három pályázó közül a Berlinből hazatérő Zólyom Franciska művészettörténészt nevezi ki a kuratórium a Kortárs Művészeti Intézet élére.
2009.  szeptember 1.:
2009 nyarán Zólyom Franciska magánéleti okokból Berlinbe költözött, befejezte dunaújvárosi munkáját, így megüresedett az ICA-D vezetői széke. A Modern Művészetért Közalapítvány egy új intézményi struktúra kialakítását határozta el.
Ennek egyik szintjén egy kurátori csoport tevékenykedik a kiállítási-, gyűjteményi-, rezidencia-, kutatási- és egyéb projektek területén, a másik szinten pedig az Intézet stábja látja el az ICA-D alapműködésével és a projektek szervezésével kapcsolatos feladatokat.
A kurátori csoport létrehozásával és annak koordinálásával kapcsolatos munkára Dr. Szoboszlai János művészettörténészt - az ICA-D 1997 és 2001. közötti igazgatóját - kérte fel az MMKA kuratóriuma 2009 szeptemberétől.

## Külső hivatkozások
- http://www.ica-d.hu